# Ajuntament d'Oslo
L'Ajuntament d'Oslo (en noruec: Oslo rådhus) és l'edifici que alberga la corporació municipal d'Oslo, l'administració de la ciutat i uns estudis i galeries d'art. La construcció va començar l'any 1931 i es va veure aturada per l'esclat de la Segona Guerra Mundial, abans de ser oficialment inaugurat l'any 1950. Té una arquitectura característica. Les seves obres d'art i la celebració de la cerimònia dels Premis Nobel de la Pau en fan un dels edificis més emblemàtics d'Oslo. Integrat en una estructura principal i dues torres, l'ajuntament va ser dissenyat per Arnstein Arneberg i Magnus Poulsson.
Està situat a Pipervika, al centre de la ciutat d'Oslo. La zona va ser totalment renovada i reconstruïda per fer lloc al nou ajuntament, cap a la dècada de 1920.
El juny de 2005, en una votació popular, va ser designat «Estructura del segle» d'Oslo, amb un 30,4% dels vots.

## Història
A la primeria de l'edat mitjana, sembla que de forma ocasional diferents edificis d'Oslo ostentaven l'estatus d'ajuntament de la ciutat. Just on avui hi ha el Mercat d'Oslo, es va construir el que es pot considerar el primitiu ajuntament d'Oslo que, gràcies a diferents fonts, se sap que comptava amb un celler de vi per a ús públic. L'historiador noruec medieval Tore Vigerus, en el seu llibre  Norske Rigs-Registranter III , diu:
| «              | Després del gran incendi de 1624, el rei Cristià IV va decidir construir un nou ajuntament a la ciutat. L'edifici va ser construït a Nedre Slottsgate: 1. L'edifici era diminut, i quan el govern va créixer, l'edifici ja no va poder ser usat més, només per la seva grandària. Les reunions eren celebrades en el que és avui la lògia maçònica d'Oslo, a "Grev Wedels Plass". | » |
| — Tore Vigerus | |   |

L'arquites Oscar Hoff ja el va proposar el 1906 plans d'un nou consistori a Pipervivka, però no es van concretar. El 1915, l'antic batlle, Hieronymus Heyerdahl, va rellançar la idea. Va organitzar un concurs d'arquitectura al qual va rebre 44 proposicions. El 1918 el projecte d'Arnstein Arneberg i Magnus Poulson va ser elegit. Es van inspirar molt nou edifici del consistori d'Estocolm. El setembre del 1931, el rei  Haakon VII va col·locar la primera pedra de la futura obra, encara que la construcció no va començar fins a 1933. L'estructura principal de l'edifici va ser completada el novembre de 1936. La invasió alemanya de Noruega, el 1940, va provocar la paralització de les obres, que no van ser represes fins al 1947. L'ajuntament va ser finalment inaugurat el 15 de maig de 1950 coincidint amb la celebració dels 900 anys de la fundació de la ciutat d'Oslo.

## Cerimònia del Premi Nobel de la Pau
Des de 1990, el 10 de desembre de cada any (aniversari de la mort d'Alfred Nobel), l'Ajuntament d'Oslo acull la cerimònia del Premi Nobel de la Pau, en la qual el llorejat anual dona la seva conferència i és guardonat amb una medalla i un diploma. A cada cerimònia l'ajuntament és adornat amb flors i colors que exalten la seva arquitectura, al mateix temps que a l'extrem de la sala principal s'erigeix un podi per al premiat i el Comitè Nobel. La Família Reial Noruega i el  Primer Ministre noruec figuren entre els assistents a aquesta cerimònia.

## Galeria d'imatges

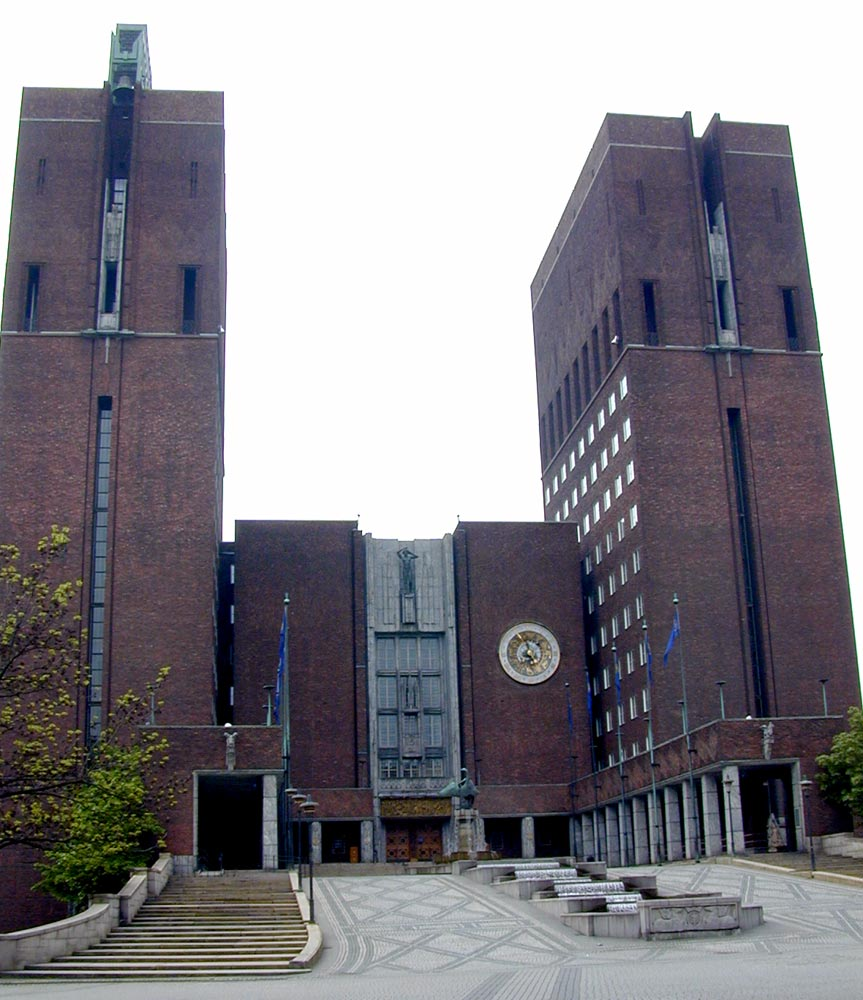
Vessant nord amb el Rellotge astronòmic i l'entrada principal a l'Ajuntament
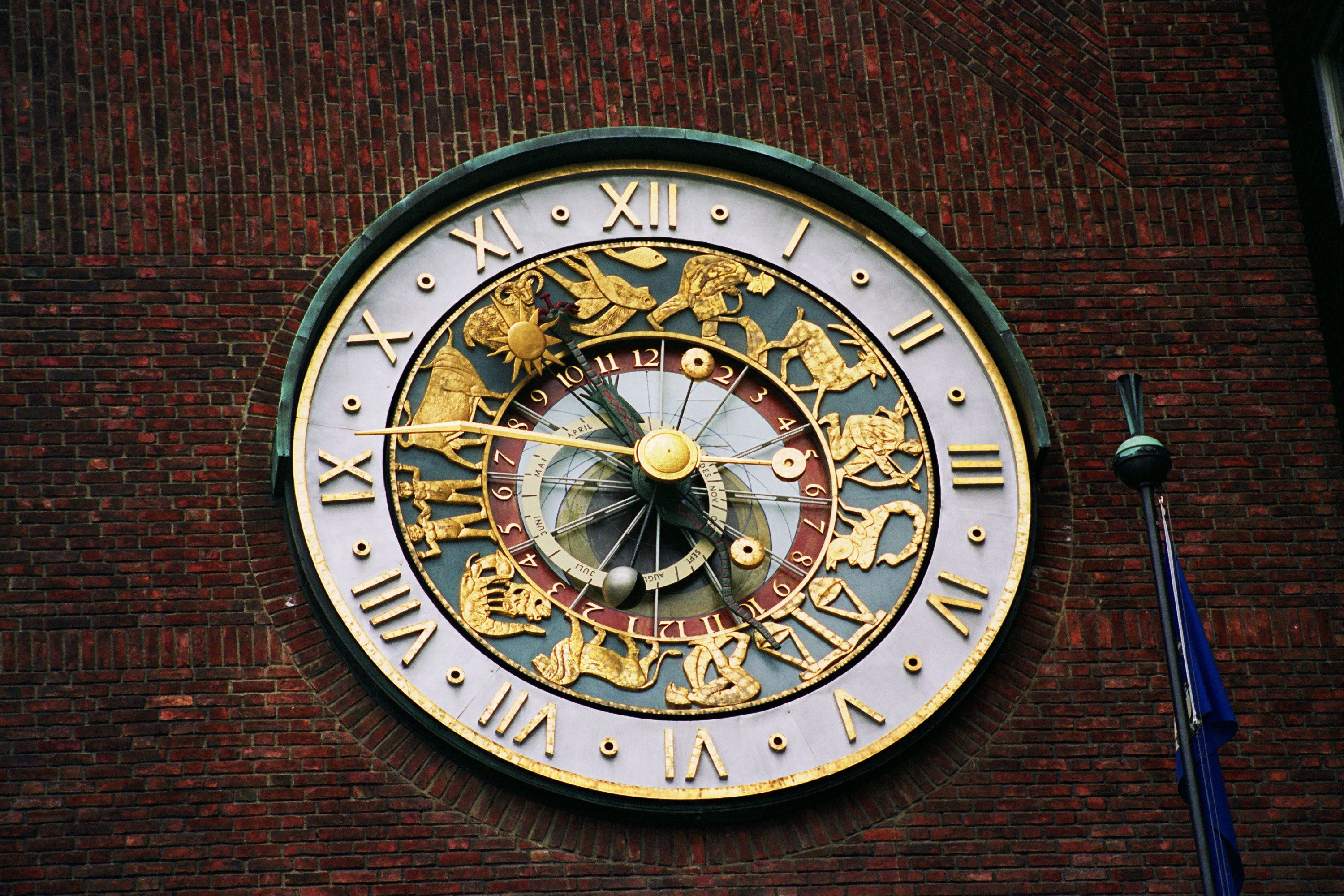
Rellotge astronòmic al costat nord de l'Ajuntament d'Oslo
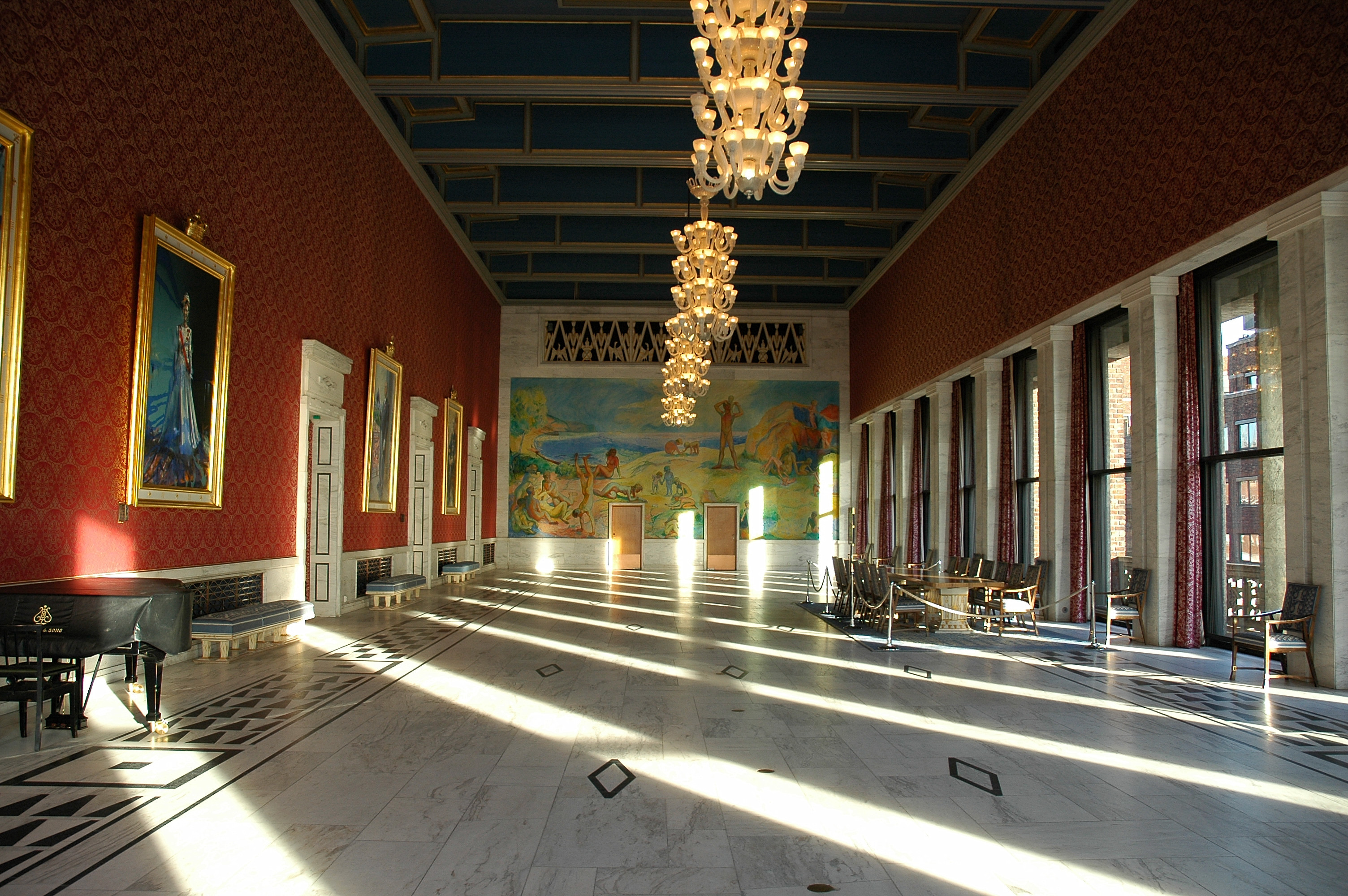
Sala de banquets